# رز گاردن کاخ سفید

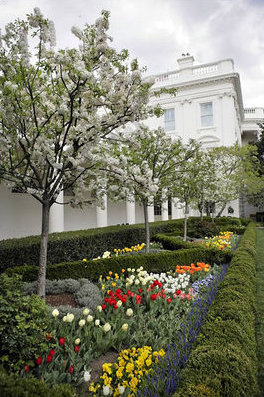
رز گاردن کاخ سفید در سال ۲۰۲۰ میلادی

رز گاردن کاخ سفید (انگلیسی: White House Rose Garden) یا به تعبیر دیگر، باغ رز کاخ سفید، باغی است در محوطه کاخ سفید ایالات متحده که در نزدیکی دفتر بیضی در بال غربی واقع شده است. طول این باغ ۳۸ و عرض آن ۱۸ متر است. از آنجایی که این باغ در مجاورت کاخ سفید قرار دارد، از محوطه آن به عنوان مکانی برای برخی پذیرایی‌ها و رویدادهای رسانه‌ای استفاده می‌گردد.

## نگارخانه

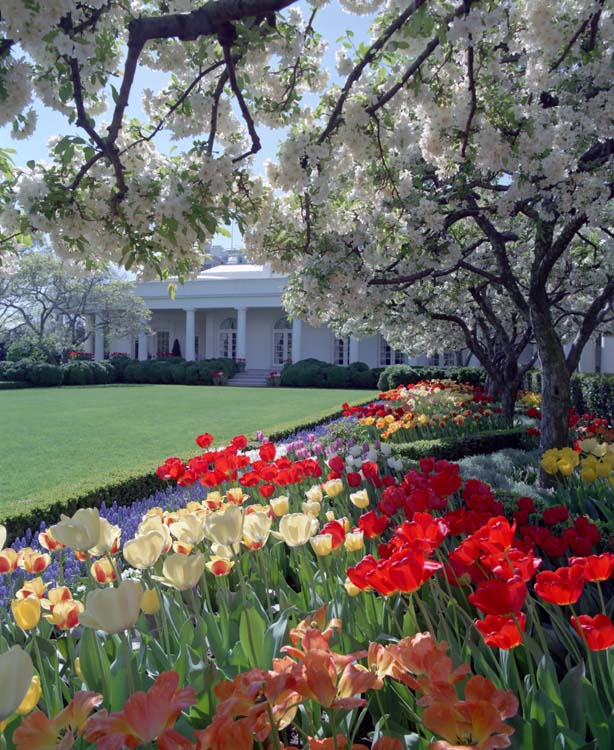
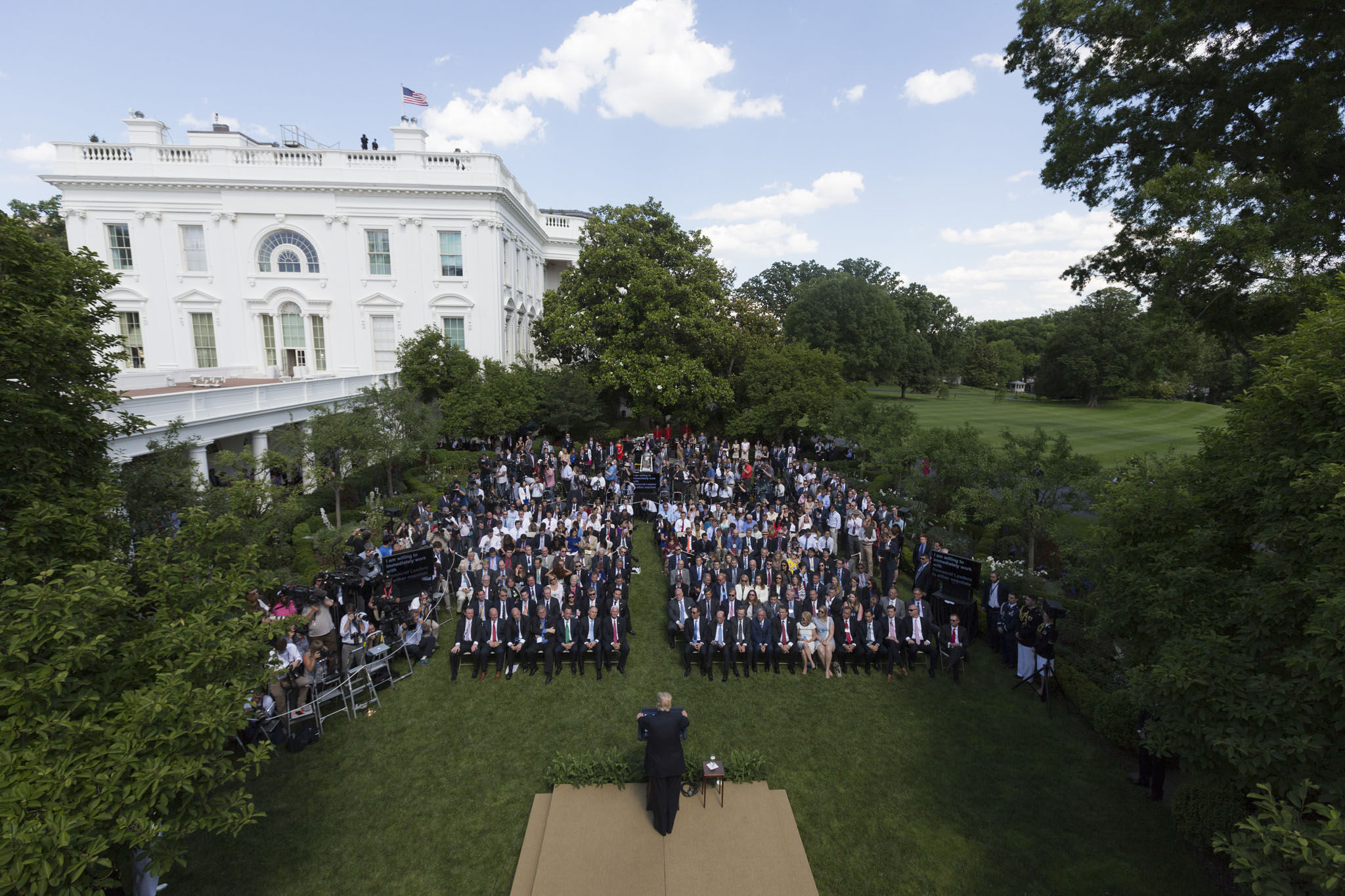
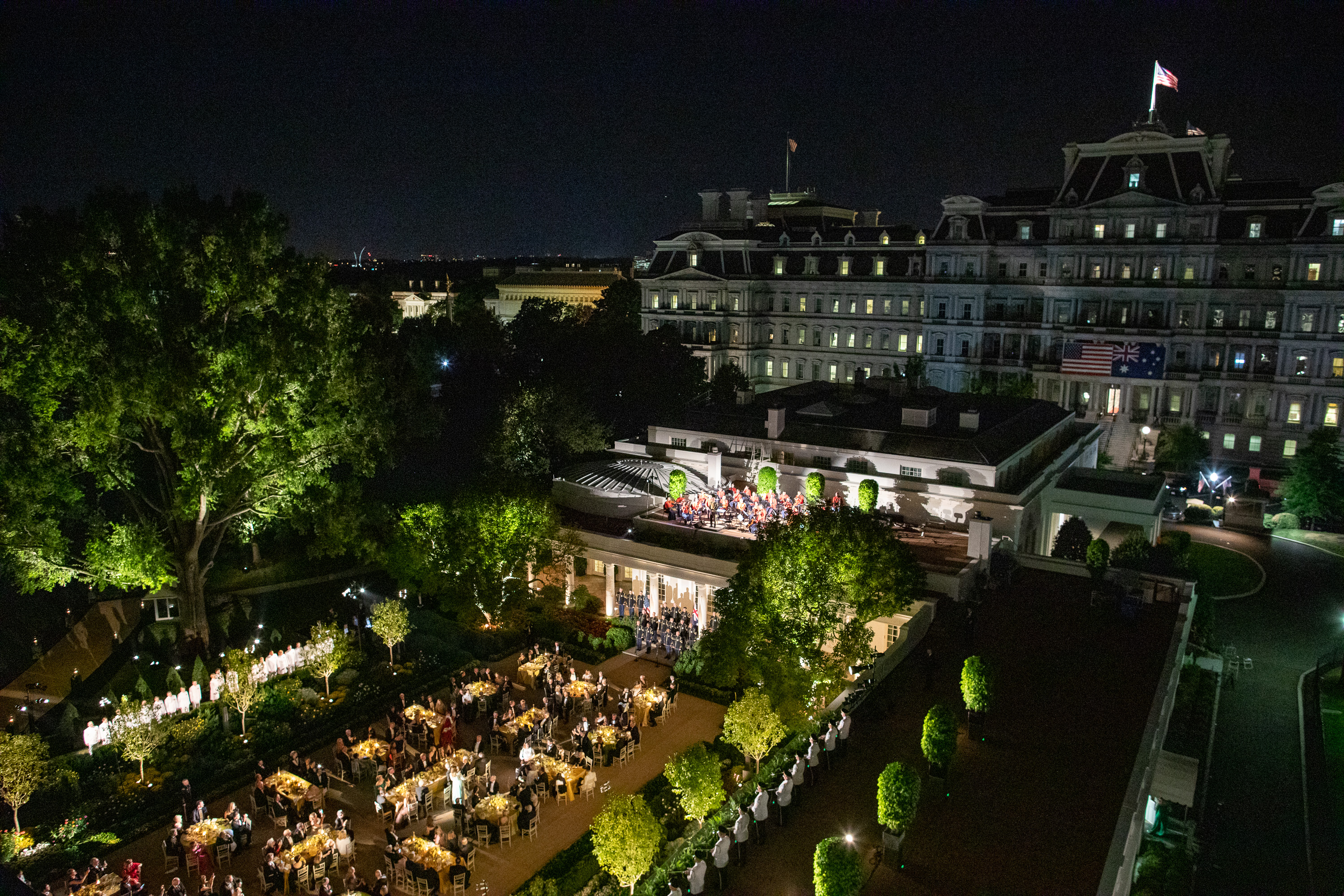